# Reik (Familienname)
Reik ist ein Familienname. Zu Herkunft und Bedeutung siehe Richard.

## Namensträger
- Emma Reik (1914–1944), slowakische Zionistin
- Helmut Reik (1928–2015), deutscher Physiker
- Johann Friedrich Reik (1836–1904), deutscher Architekturmaler
- Martin Reik (* 1970), deutscher Schauspieler
- Peter Reik (* 1955), deutscher Schriftsteller
- Theodor Reik (1888–1969), US-amerikanischer Psychoanalytiker